# Participium futurum activum
Het P.F.A. of het participium futurum activum in het Latijn heeft in het Nederlands geen equivalent. Het wordt hierom vaak vertaald met "op het punt te staan te + infinitief" of "om te + infinitief".

## Vorming
Voor de vorming van het P.F.A. geldt ook bijna hetzelfde als voor het participium perfectum passivum (P.P.P.). En wel het volgende: De infinitivus futuri activi wordt gevormd door van een p.p.p. de uitgang -us in -urus te veranderen. De infinitivus van het futurum is dan dit 'p.f.a.' + esse. Bijvoorbeeld: salutaturus -a, -um esse.

## Voorbeelden
- Hostes pugnaturi sunt.    "De vijand staat op het punt aan te vallen."
- Litteras scripturus domum venio.    "Ik kom thuis om een brief te schrijven."

Er is dus een klein verschil qua betekenis tussen het P.F.A en de indicativus futuri activi:
- Bellum erit.    "Er zal oorlog zijn." (aankondiging)
- Bellum futurum est.    letterlijk: "De oorlog is zullende zijn." Dit is zeer merkwaardig Nederlands, dus kan dit vertaald worden als, bijvoorbeeld: "De oorlog staat op het punt er te zijn." of fraaier: "De oorlog staat voor de deur." (verwachting)